# Let's Go Quintuplets
Go! Go! Itsutsugo Land (ゴーゴー五つ子ら・ん・ど, Go go itsutsugo ra·n·do) é uma série de anime que estreou dia 17 de abril de 2001 até 30 de março de 2002 no canal japonês TBS. 
A série também foi emitida em Portugal pela SIC com dobragem portuguesa sob o título de Let's Go Quintuplets!.
A série é sobre os cinco quintuplets, Kabuto, Hinoki, Arashi, Kinoko e Kodama Morino, que vivem várias aventuras juntos.
A série teve um total de 50 episódios, cada um com 1 até 2 partes.
O nome Go! Go! Itsutsugo tem um duplo significado. Go, apesar de ser uma palavra de origem Inglesa, em japonês significa "cinco". Itsutsugo significa quintuplet em inglês e cinco gêmeos em português.

## Elenco

### Japão
- Chie Koujiro - Arashi Morino
- Fujiko Takimoto - Kabuto Morino
- Hiro Yuuki - Hinoki Morino
- Kae Araki - Kodama Morino
- Yuko Mizutani - Kinoko Morino

### Nova Zelândia
- Cathy Weseluck - Harold
- Chantal Strand - Vanessa
- Nicole Oliver - Srta. Carruthers
- Tabitha St. Germain - Krystal Miller
- Jillian Michaels - Matthew, Sereia (episódios 9, 48)
- Michael Coleman - Leroy Green (episódio 24)